# Mediterrán kert
Bármilyen nagyságú és alakú kertet többféle szempont alapján lehet megtervezni vagy átalakítani. A kerteket azok jellege alapján: a növényválasztás, a növénycsoportok és a szoliter növények elrendezése szerint, a választott burkolt felületek nagysága és minősége alapján különböző stílusirányzatokba oszthatjuk. A kertben lévő és oda tervezett építmények és kiegészítő létesítmények (pergola, kerti tűzrakó hely, kerítés, terasz, garázs, kút, támfal, stb.) mennyisége, mérete és stílusa is befolyásolja a kert stílusát. A mediterrán kert a Földközi tenger környékén kialakult sajátos kertépítészeti stílus. A kerttípus kialakításánál a mértani formák szeretete nyilvánul meg. A mediterrán kert része lehet az elkerített haszonkert is.

## Mediterrán kertek növényei
Növények. A térségre a kemény lomblevelű erdők jellemzőek, így a díszcserjék és -fák közül is ezeket ültetik. Az ott ültetett növények között találjuk többek között a mirtuszt (Myrtus communis), a pisztáciákat (Pistatia), a rózsákat, a golgotavirágokat (Passiflora), és a haszonnövények közül a fűszernövényeket (pl. levendula és rozmaring), a gránátalmát, a fügét, az olajfát (Olea europeum), a szőlőt és a kivit. Sok az illatos, szárazságtűrő növény.
Cserjék és fák. Természetesen a Magyarországtól sokkal délebbre lévő mediterrán térségben melegebb van télen és a csapadékviszonyok is mások, ezért nem minden növény télálló hazánkban. A cserjék és fák közül biztosan télálló a szőlő (Vitis vinifera), a különböző rózsafajták (Rosa), a levendula (Lavandula angustifolia). A téli hideg szelektől, és a téli erős fagyoktól, valamint az erősen ingadozó hőmérséklettől védett helyeken kitelelhet és nagyméretű növénnyé fejlődhet a füge (Ficus carica), a gránátalma (Punica granatum) és a kivi (Actinidia fajok). A rozmaringnak egyes típusai télállóak az ország északi részén a nagyobb városok belső részein, illetve a kedvező mikroklímájú kertekben, ezen kívül a mediterrán éghajlathoz hasonló időjárású Budai helyekben és a Mecsekben. Magyarországon a fák közül a tölgyek (Quercus), a selyemakác (Albizia julibrissin), a különböző hamisciprus- (Chamaecyparis) és tujafélék (Thuja) erősíthetik a mediterrán kert jellegét. A ciprusok (Cupressus sempervirens és C. arizonica) nem minden tájegységben télállóak.
Virágszínek és szárazságtűrő növények. A virágos lágyszárú és fásszárú növények közül elsősorban az élénk virágszínű fajtákat részesítik előnyben. Erre kiváló példa a sok rózsatípus és fajta. Hazánkban a vidám színű nyáriorgonák szépen fejlődnek (Buddleja). A mediterrán térségben a szárazságtűrő növények kisebb része pozsgás, vizet raktározó növény. Ezek közül a dísznövények a betelepített télálló kaktuszok, illetve a kövirózsák (Sempervivum) és a délvirágok (Delosperma). Sok szárazságtűrő növény teste szőrözött vagy kékes, szürke, fehér színű. Ezek közül a nyuszifül (Stachys byzantina) a legismertebb. Kékes színe van a deres csenkesznek (Festuca glauca) és a deres fényperjének (Koeleria glauca).
Illatos növények. Az illatos növények között találjuk a fűszernövények egy részét. Hazánkban erre a célra alkalmas az egynyári bazsalikom (Ocuimum basilicum) és kapor (Anethum graveolens), az évelő növények közül a levendula, az izsóp (Hyssopus officinalis), az édeskömény (Foeniculum vulgare) és a szurokfű (Origanum vulgare). Virágával is díszít a metélőhagyma (Allium schoenoprasum). Ezeket jól kiegészíti a barátcserje (Vitex agnus-castus), a kései szálkamenta (Elsholtzia stauntonii) és a kékszakáll (Caryopteris).
Lomblevelű örökzöldek. A lomblevelű örökzöld növények is jellemzőek a mediterrán kertekben. Magyarországon jól alkalmazható a balkáni babérmeggy (Laurocerasus officinalis), a japán kecskerágó (Euonymus japonicus), és egyes helyeken a japán babérsom (Aucuba japonica) és a japán dérbabér (Skimmia japonica). Kitűnő télizöld talajtakaró növény a kis meténg (Vinca minor), a kerítéseket és támrendszereket jól befutja a borostyán (Hedera) és a japán lonc (Lonicera japonica).
Téltűrő növények. Magyarországon nem minden mediterrán növény telel ki biztonsággal. Ha egy növény télállóságával nem vagyunk tisztában, érdemes utánanézni a télállósági térképen. A Magyarországon ültethető növények többsége az amerikai besorolás alapján az 5a-7b zónák közé esik.

## Épületek és kerti elemek
Épületek. Az épületek többnyire fehérek és a cseréppel fedett tető terrakotta színű. Sok a balkon és terasz. Ez utóbbiak nyílásai íveltek, a korlát fal-szerű vagy szépen, de egyszerűen munkált korlát. Ezeken a helyeken mázas és máztalan agyagedényekben fűszernövényeket és dézsás növényeket nevelnek. A dézsás növényeket teleltetni kell, mert nem télállóak Magyarországon. Hazánkban közkedvelt a leander (Nerium oleander), de valódi babért (Laurus nobilis), mirtuszt, rozmaringot, sétányrózsát (Lantana camara), citromverbenát (Aloysia triphylla), citrusféléket és szerelemvirágot (Agapanthus) is nevelhetünk a dézsákban. A nagy edényekben nevelt növények alját virágos növényekkel is beültethetjük, pl. muskátlikkal (Pelargonium), és porcsinrózsával (Portulaca). Az ablakokban és a teraszon nagyobb cserépedényekben fűszernövényeket ültethetünk. Minden felsorolt növényt teleltetni kell, mert a téli fagyokban elpusztulnak.
Létesítmények a kertben. A kerti utak burkoltak, elsősorban természetes kőzeteket használják. A leggyakoribbak ezek közül a terméskövek. Ezek mellett égetett agyagtéglákat is alkalmaznak. Magyarországon az utak kialakítására alkalmas még a különböző kőzetekből darált murvával való szórás. A kertben sok a lugas és pergola. Ezek a berendezések nem csak árnyékot adnak alattuk pihenőhelyekkel, hanem többnyire hasznosak is: szőlőt, kivit futtatnak rájuk. Természetesen dísznövényekkel is megoldható az árnyékolás: az iszalagok (elsősorban a Clematis vitalba és a  Cl. alpina), a kúszó loncok (Lonicera), a vadszőlő (Parthenocissus) és a lilaakác (Wisteria sinensis) is kiválóan alkalmazható. A mediterrán kertekben elterjedtek a klasszikus jellegű szobrok és szökőkutak.